# دومينيك سميث (مؤلف)
دومينيك سميث (بالإنجليزية: Dominic Smith)‏ (1971، بريزبان في أستراليا)؛ روائي أسترالي.